# Nguyễn Quốc Thước
Nguyễn Quốc Thước (sinh 1926) là Trung tướng Quân đội nhân dân Việt Nam và chính khách Việt Nam, Anh hùng lực lượng vũ trang nhân dân Việt Nam. Ông nguyên là Ủy viên Ban Chấp hành Trung ương Đảng Cộng sản Việt Nam khóa VI, Tư lệnh Quân khu 4, Đại biểu Quốc hội Việt Nam khóa VIII, IX, X, thuộc đoàn đại biểu Nghệ An..

## Thân thế và sự nghiệp
Ông sinh ngày 3 tháng 2 năm 1926 tại xã Nghi Diên, huyện Nghi Lộc, tỉnh Nghệ An, tham gia Cách mạng từ tháng 4 năm 1945 trong phong trào Việt Minh tại địa phương, là cán bộ tiền khởi nghĩa, rồi nhập ngũ tháng 7 năm 1947, và được kết nạp vào Đảng ngày 1 tháng 7 năm 1947, chính thức ngày 1 tháng 12 năm 1947. 
Từ tháng 4 năm 1945 đến tháng 12 năm 1945, ông hoạt động trong phong trào Việt Minh xã Nghi Diên
Tháng 1 năm 1947, ông là Bí thư huyện đoàn rồi nhân viên toà án huyện Nghi Lộc, tham gia phong trào bình dân học vụ
Tháng 7 năm 1947 ông nhập ngũ và được cử đi học tại Trường Sĩ quan Lục quân (nay là Trường Đại học Trần Quốc Tuấn)
Tháng 1 năm 1952, ông là Trung đội trưởng thuộc Đại đội 123, Trung đoàn 101, Sư đoàn 325.
Từ tháng 1 năm 1954 đến tháng 12 năm 1959, ông là Phó ban Tác huấn Sư đoàn 325
Tháng 1 năm 1960, Trưởng ban Tác huấn Sư đoàn 325
Tháng 6 năm 1965, đi B với bí danh Phương, là Phó ban Tác huấn Mặt trận Tây Nguyên
Năm 1968, là Trung đoàn trưởng Trung đoàn 24 Mặt trận Tây Nguyên.
Năm 1970, là Trung đoàn trưởng Trung đoàn 28 Mặt trận Tây Nguyên.
Năm 1972, là Tham mưu trưởng Mặt trận Tây Nguyên rồi Tham mưu trưởng chiến dịch Tây Nguyên
Tháng 4 năm 1975, Tham mưu trưởng đầu tiên của Quân đoàn 3, tham gia Chiến dịch Hồ Chí Minh lịch sử, rồi được cử đi học tại Học viện Quân sự cấp cao.
Từ tháng 7 năm 1978 đến tháng 12 năm 1979, ông là Phó tư lệnh, quyền Tư lệnh Quân đoàn 3, Phó bí thư Đảng uỷ Quân đoàn
Tháng 1 năm 1980, học viên Học viện Quân sự cấp cao rồi Tư lệnh Quân đoàn 3 kiêm Bí thư Đảng uỷ Quân đoàn
Năm 1981, học viên Trường Đảng Nguyễn Ái Quốc
Đầu năm 1983, đi học bổ túc tại Học viện Bộ Tổng Tham mưu Liên Xô mang tên Voroshilov
Tháng 12 năm 1983, Phó tư lệnh kiêm Tham mưu trưởng Quân khu 4
Từ tháng 4 năm 1987 đến tháng 12 năm 1996, ông là Tư lệnh, Phó Bí thư Đảng ủy Quân khu 4
Tháng 12 năm 1986, ông được bầu vào Ban chấp hành Trung ương Đảng.
Tháng 4 năm 1987, ông trúng cử đại biểu Quốc hội khóa VIII và liên tục là thành viên của Quốc hội các Khóa IX và X.
Tháng 1 năm 1997, ông nghỉ hưu.
Từ tháng 12 năm 1997 đến tháng 12 năm 2002, ông tham gia Ban lãnh đạo Hội Cựu chiến binh Việt Nam trên cương vị Phó chủ tịch Hội. 
Thiếu tướng (1980), Trung tướng (1987).

## Khen thưởng
- Huân chương Độc lập hạng Nhì
- Huân chương Quân công (hạng Nhì, Ba)
- Huân chương Kháng chiến (chống Pháp) hạng Nhất
- Huân chương Kháng chiến chống Mỹ cứu nước hạng Nhất
- Huân chương Chiến công (hạng Nhất, Nhì, Ba)
- Huân chương Chiến thắng hạng Ba
- Huân chương Chiến sĩ vẻ vang (hạng Nhất, Nhì, Ba)
- Huân chương Chiến sĩ giải phóng (hạng Nhất, Nhì, Ba)
- Huy chương Quân kỳ Quyết thắng
- Huy hiệu 50 năm tuổi Đảng
- Huy chương Vì Thế hệ trẻ
- Huy chương Vì sự nghiệp nhân đạo
- Huy chương Vì sự nghiệp phụ nữ
- Huy chương Vì sự nghiệp công đoàn.
- Huy hiệu 70 năm tuổi Đảng.
- Anh Hùng Lực lượng Vũ trang nhân dân (Được phong tặng năm 2020)